# Il delitto alla rovescia
Il delitto alla rovescia (titolo originale The Chinese Orange Mystery) è un romanzo giallo del 1934 di Ellery Queen.

## Trama
Donald Kirk è un ricco editore e collezionista di pietre preziose e di francobolli cinesi. Nella sua lussuosa suite all'Hotel Chancellor gestisce i suoi affari privati e riceve i suoi parenti, gli amici e le sue amanti. Perciò quando un uomo un po' strano chiede di parlargli, rifiutando di rivelare il suo nome e la sua attività, la cosa non sorprende Osborne, il segretario di Kirk, che lo invita ad aspettare in un'anticamera in attesa dell'editore. Quando Kirk arriva, in compagnia del suo amico Ellery Queen, la porta dell'anticamera viene trovata chiusa dall'interno. Ellery, Kirk e Osborne entrano da una seconda porta che dà su un corridoio di servizio, e ai loro occhi si presenta una scena davvero bizzarra. Lo sconosciuto giace morto con il cranio sfondato, i suoi abiti sono stati rivoltati da dentro a fuori e indossati al rovescio, tutti gli arredi della camera sono girati contro le pareti – e due lance africane sono state conficcate tra il suo corpo e i vestiti.

## Personaggi principali
- Donald Kirk -  editore e collezionista di francobolli
- Dottor Hugh Kirk - suo padre, studioso di lingue antiche
- Marcella Kirk - sua sorella
- Glenn Macgowan - suo amico, fidanzato di Marcella
- James Osborne - suo segretario
- Jo Temple - scrittrice
- Irene Llewes - avventuriera inglese
- Felix Berne - editore, socio di Donald Kirk
- Signorina Diversey - infermiera del Dottor Kirk
- Hubbell - maggiordomo dei Kirk
- Signora Shane - impiegata dell'Hotel Chancellor
- Nye - direttore dell'Hotel Chancellor
- Brummer - poliziotto privato dell'Hotel Chancellor
- Avdo Varjian - commerciante di francobolli
- Johnson, Piggott, Hesse, Hagstrom, Ritter - poliziotti
- Dottor Samuel Prouty - medico legale
- Sergente Thomas Velie - della squadra Omicidi
- Richard Queen - capo della Squadra Omicidi
- Ellery Queen - scrittore, investigatore

## Critica
Questo romanzo è stato considerato da molti critici un esempio di enigma della camera chiusa e come tale è stato incluso in diverse antologie (ad esempio  AA.VV., I delitti della camera chiusa 2, Milano, Mondadori, 1977.) John Dickson Carr lo menziona nella sua famosa conferenza sui metodi per commettere un omicidio in una stanza chiusa a chiave, inclusa nel suo romanzo Le tre bare (1935).

"La tecnica del libro è strettamente collegata al 'delitto impossibile', sebbene Ellery Queen in effetti non la usi nel romanzo per creare una situazione del delitto impossibile. Malgrado ciò, molti storici del romanzo poliziesco lo ricordano (erroneamente) come un libro della 'camera chiusa'; è apparso nel sondaggio sui dieci migliori libri di crimini impossibili, per esempio, realizzato da Edward D. Hoch per la Mystery Writers of America (vedi l'introduzione all'antologia di Hoch All but impossible.) Questo ricordo errato è un caso di amnesia collettiva degno di nota. A un livello più profondo, gli scrittori di gialli che dichiararono a Hoch che questa era una delle loro storie di 'camera chiusa' preferite avevano essenzialmente ragione: la storia deriva direttamente dalla tradizione del crimine impossibile."

## Opere derivate
Da questo libro fu tratto nel 1936 un film, il B movie The Mandarin Mystery, diretto da Ralph Staub e con Eddie Quillan nella parte di Ellery Queen. La trama è poco fedele al romanzo e il ruolo di Ellery è interpretato in maniera alquanto caricaturale.

## Edizioni
- Ellery Queen, Il delitto alla rovescia, traduzione di Gianni Montanari, Oscar scrittori moderni, Arnoldo Mondadori Editore, 2005, ISBN 978-88-04-54984-0.